# Astragalus rhodosemius
Astragalus rhodosemius är en ärtväxtart som beskrevs av Pierre Edmond Boissier och Heinrich Carl Haussknecht. Astragalus rhodosemius ingår i släktet vedlar, och familjen ärtväxter. Inga underarter finns listade i Catalogue of Life.